# Länsväg W 728

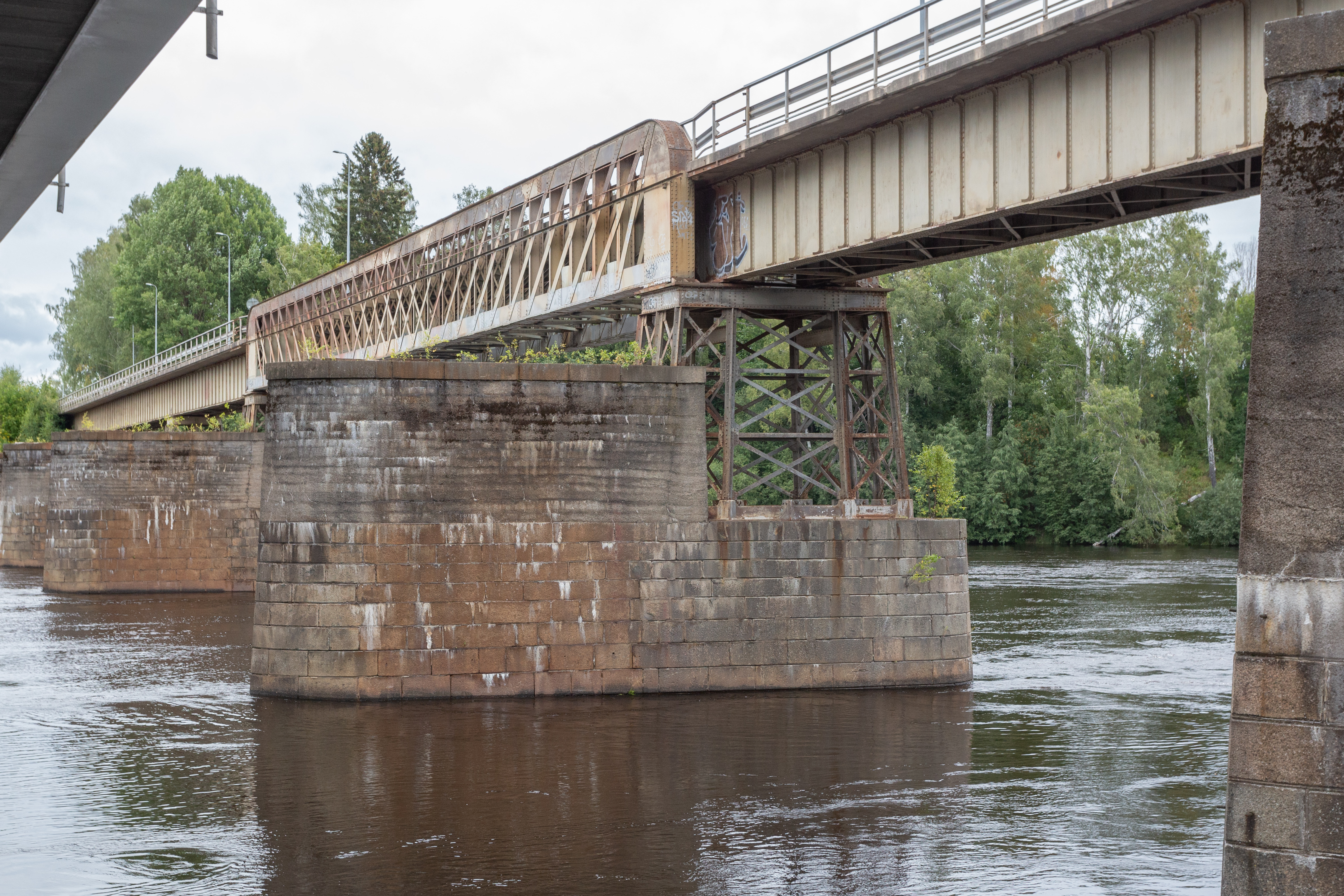
Länsväg W 728 korsar Dalälven mellan Krylbo och Brogård

Länsväg W 728 är en övrig länsväg i Avesta kommun, Dalarnas län. Vägen är 1,5 km lång och går från Krylbo (länsväg W 697) till Trafikplats Nordanö, där den ansluter till riksväg 68 och riksväg 70. 